# Роман Аврамов
Роман Аврамов деец на българското и международното комунистическо движение.

## Биография
Роман Петков Аврамов е роден на 3 декември 1882 г. в град Свищов. Учи в Свищов, Русе и София. Член е на БРСДП от 1898 г. През 1900 г. продължава образованието си в Женева, където следва право. Включва се в дейността на българската студентска социалдемократическа група в града и се свързва със задграничната руска социалдемокрация, като се запознава с Ленин и Надежда Крупская и става кум на бракосъчетанието им.. Участва в създаването и дейността на болшевишка група в Берлин. През 1904 – 1905 г. е секретар на комитета на задграничните организации на болшевиките. Завръща се в България където през 1909 г. отбива военната си служба. Участва в Балканските войни (1912 – 1913 г.). По време на Първата световна война е мобилизиран.
В края на 1917 г. пристига в Петроград, където е включен в българската делегация в преговорите между болшевиките и Централните сили за сключване на мир. През 1918 г. Роман Аврамов е в България и работи в дирекцията за стопанска защита. През 1920 г. е приет за член на БКП.
През 1921 г. работи в Берлин в Съветското търговско представителство. През 1922 г. е командирован в Румъния, където организира закупуването и изпращането на зърнени храни за гладуващите в Съветска Русия. От 1925 г. е зам.-търговски представител на СССР – отначало във Франция, по-късно в Германия. През 1926 г. – 1929 г. е в Лондон където изпълнява неофициално длъжността на съветски търговски представител. През 1929 г. – 1937 г. е председател на Всесъюзното обединение „Хлебстрой“ в Москва. През 1938 г. става жертва на сталинистките репресии. Посмъртно е реабилитиран през 1954 г.